# 莫里亚蒂教授
詹姆斯·莫里亞蒂教授（英語：Professor James Moriarty，或簡稱莫里亞蒂教授，Professor Moriarty），是一個虛構角色，為知名的偵探夏洛克·福爾摩斯的主要對手。自稱為「犯罪帝王」。
他是福爾摩斯故事中公認的第一個超级反派，是大學數學系教授，在一般人眼中擁有良好的聲譽，但其實是世界犯罪組織首腦，被福爾摩斯稱為「犯罪界的拿破崙」，最後在萊辛巴赫瀑布與福爾摩斯的決鬥中，摔下瀑布死亡。

## 生平
詹姆斯·莫里亞蒂自幼受過良好的教育，有著極高的數學天賦，21歲時就寫出一篇探討二項式定理的論文，於歐洲廣為知名，也因此獲得教授職位。之後因傳出一些劣跡，使莫里亞蒂被迫辭去教授職位，而來到倫敦。
莫里亞蒂於《最後一案》初登場時被描繪為又高又瘦，面色蒼白，樣子「有點像苦行僧」。

福爾摩斯在《最後一案》裡如此對華生描述莫里亞蒂：
「他是犯罪界的拿破崙，華生。倫敦城中的犯罪活動有一半都是他組織的，幾乎所有未被偵破的犯罪活動都是他組織的。他是一個奇才、哲學家、深奧的思想家。他有人類第一流的頭腦。」
在《恐怖谷》中，福爾摩斯又這樣描述莫里亞蒂：
「他是古今以來最大的陰謀家，是一切罪行的總策劃人，是黑社會的首腦，一個足以左右民族命運的智囊！他就是這樣一個人。可是一般人對他卻毫無懷疑，他從未受到任何指責」
莫里亞蒂教授的心腹是賽巴斯丁·莫蘭上校，莫蘭有著出色的狙擊能力。

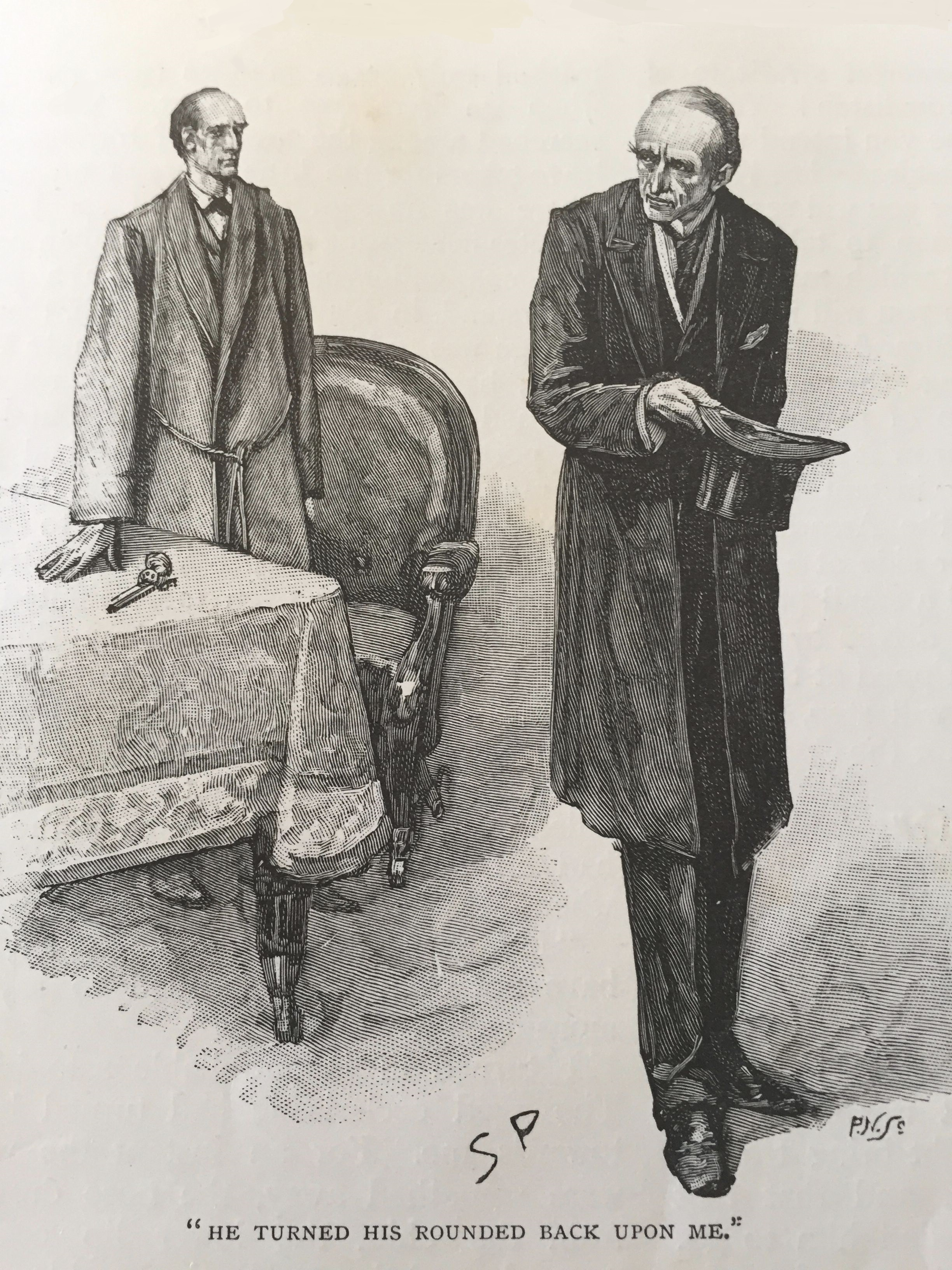
莫里亞蒂與福爾摩斯會面。

《最後一案》時，福爾摩斯抓住機會，與英國警方合力將莫里亞蒂的犯罪組織一網打盡，逮捕了莫里亞蒂的多數黨羽。莫里亞蒂感到危機逼近，便親自去找福爾摩斯要他住手，而後又數度派出手下伺機暗殺福爾摩斯，但都被對方躲過。為防莫里亞蒂黨羽的報復，福爾摩斯與華生醫生離開英國前往歐洲。而莫里亞蒂在逃脫蘇格蘭警場追捕後，也一路尾隨福爾摩斯來到瑞士。他設法派人支開華生醫生，在萊辛巴赫瀑布邊緣與福爾摩斯殊死搏鬥，最終摔落瀑布死亡（後來趕到的華生醫生誤以為福爾摩斯與莫里亞蒂兩人都雙雙摔下瀑布）。

## 與教授同名的兄弟
莫里亞蒂教授初次登場是在《最後一案》，他的名字沒有被提及。但是，教授的兄弟名字被記載叫詹姆斯·莫里亞蒂上校（Colonel James Moriarty），華生由於這個事件為契機。在其後《空屋》裡，福爾摩斯稱呼教授為「詹姆斯·莫里亞蒂教授」。是他第一次提及教授的名字，也是最後一次，奇怪的是他與上校同名。在《恐怖谷》裡，福爾摩斯說，教授的弟弟在英格蘭西部當站長。
關於站長是教授的弟弟是根據原文「his younger brother」而明顯知道是弟弟，但是關於上校只記載「his brother」，無法判定是教授的哥哥還是弟弟。在日語譯本裡，解釋上校是教授的「哥哥」，站長是教授的「弟弟」，但在某些情況下，直接以中性的不區分的「兄弟」解釋。因為教授與上校同名，所以很有可能「詹姆斯·莫里亞蒂」是個雙姓（Double-barrelled name）。

## 原型
莫里亞蒂現實世界中的原型一般被認為是19世纪的著名罪犯亞當·沃施。
除了亞當·沃施外，關於莫里亞蒂的原型亦有著諸多說法。英國家族历史学家安杰拉·巴克利認為夏洛克·福爾摩斯的原型是19世纪曼彻斯特市警察局的傑羅姆·卡米納達偵探，而卡米納達逮捕的其中一名慣犯鲍勃·霍里奇則跟莫里亞蒂很類似。

## 其他媒體
- 2009 年電影《福爾摩斯》

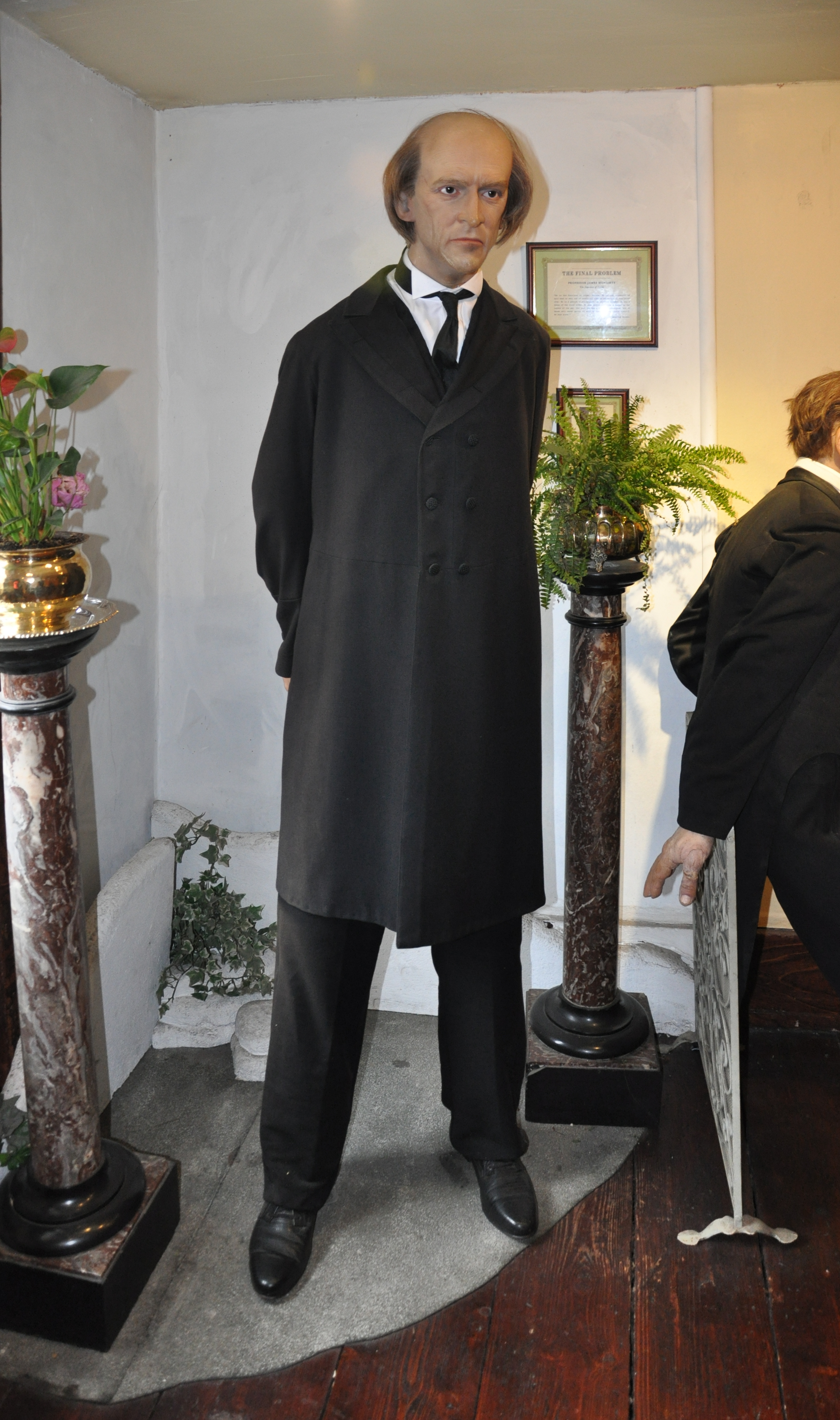
倫敦貝克街福爾摩斯紀念館內莫里亚蒂教授的蠟像。

- 《大侦探福尔摩斯2：诡影游戏》，由傑瑞德·哈里斯飾演。
- 電視劇《新世紀福爾摩斯》，由安德鲁·斯科特飾演[5]。該劇中莫里亚蒂自稱為「諮詢罪犯」，是「諮詢偵探」夏洛克·福爾摩斯的對立面；他在第一季的《解謎遊戲》初登場時是茉莉·霍珀的男友，被夏洛克推斷出是同性戀。
- 《基本演繹法》，本作的莫里亞蒂是女性，名字也改成女性化的潔米·莫里亞蒂。由娜塔莉·多莫飾演。
- 遊戲《Fate/Grand Order》中，先後作為5星老年Archer和青年Ruler角色出場。配音員︰土師孝也﹙老年﹚、伊東健人﹙青年﹚。
- 日本少年漫畫《憂國的莫里亞蒂》中，作為主角出場。配音員︰齊藤壯馬。
- 《名偵探柯南：貝克街的亡靈》
- 遊戲《崩壞3rd》中，莫里亞蒂是對崩壞組織天命的領導者「大主教奧托」用特殊金屬「魂鋼」製作出的諸多義體中，產生自我意識而暴走的一具。它潛入人類社會後，建立犯罪集團進行犯罪活動，之後被身為福爾摩斯助手的符華擊落瀑布而死亡。
- 日本漫畫《鴨乃橋論的禁忌推理》中最大反派